# It Doesn't Have to Be
Singles de Erasure
Sometimes
(1986) Victim of Love
(1987)
Clip vidéo
[vidéo] « It Doesn't Have to Be », sur YouTube
It Doesn't Have to Be est une chanson du duo britannique Erasure extraite de leur deuxième album studio, intitulé The Circus et sorti (au Royaume-Uni) le 30 mars 1987.
Le 16 février 1987, six semaines avant la sortie de l'album, la chanson a été publiée en single. C'était le deuxième single de cet album, après Sometimes sorti le 6 octobre 1986.
Le single a débuté à la 28e place du classement des ventes de singles britannique dans la semaine du 22 au 28 février 1987 et a atteint sa meilleure position à la 12e place quatre semaines plus tard (dans la semaine du 22 au 28 mars).